# Marquesado de Zabalegui
El marquesado de Zabalegui es un título nobiliario español creado en 18 de marzo de 1691 por el rey Carlos II, con el vizcondado previo de las Torres, a favor de Francisco Juániz de Muruzábal y Ocáriz, presidente de las reales chancillerías de Valladolid y de Granada, obispo de Murcia y de Cartagena y caballero de la Orden de Santiago.
En 1690, el primer marqués adquirió la jurisdicción civil y criminal de Zabalegui en Navarra y de ahí la denominación del título concedido un año después.

## Historia de los marqueses de Zabalegui

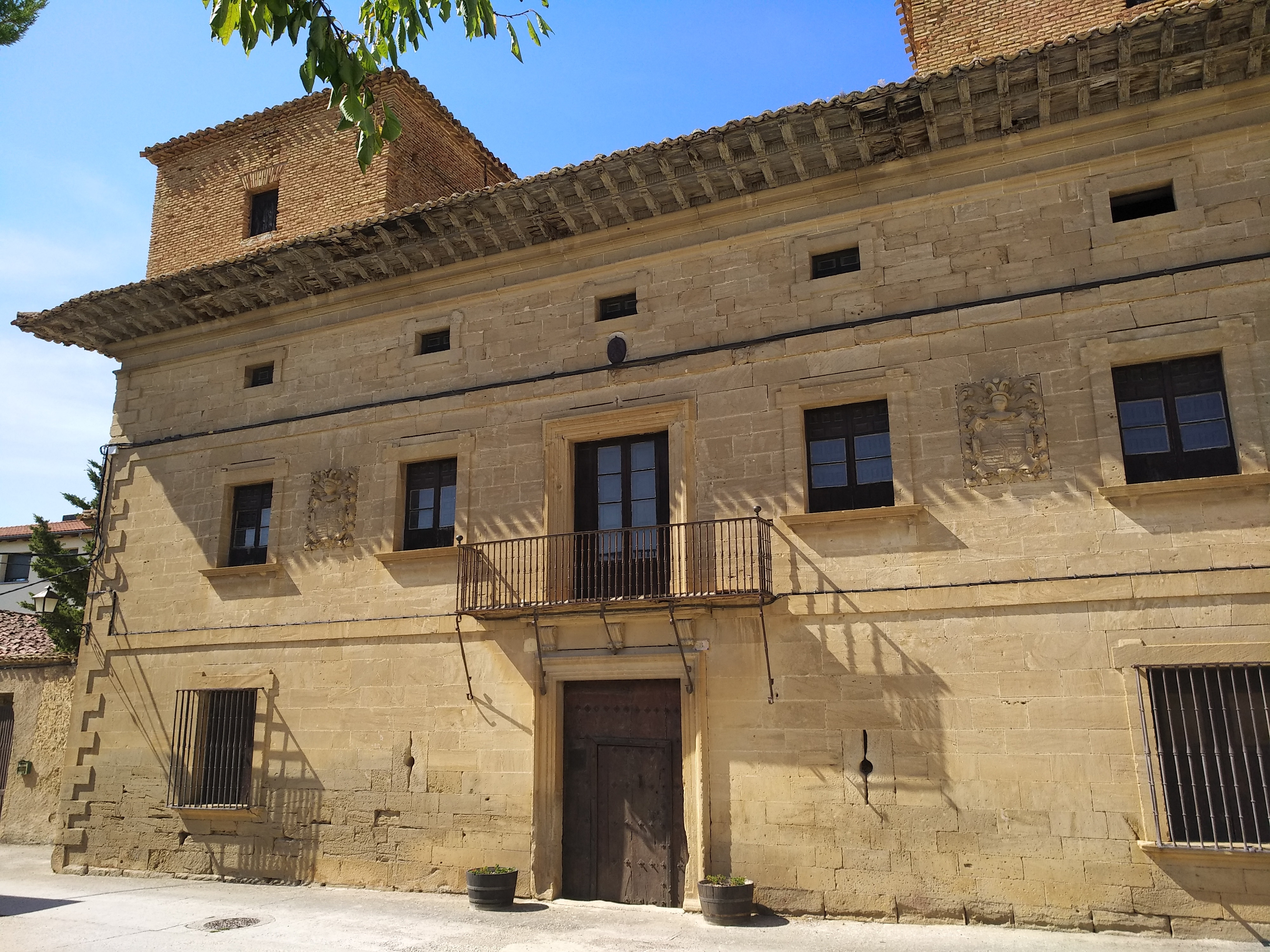
Palacio del marqués de Zabalegui en Muruzábal, Navarra

- Francisco Juániz de Muruzábal y Ocáriz, también llamado Martín Francisco Juániz de Muruzábal y Echálaz (baut. 29 de diciembre de 1624-Murcia, 17 de diciembre de 1695), I marqués de Zabalegui. Era hijo de Martín Juániz de Muruzábal y Echálaz y de Luisa de Ocáriz, casados en 1610.[3] Le sucedió su sobrino, hijo de su hermana Fausta (m. Obanos, 27 de marzo de 1693), natural de Muruzábal,  y de su esposo Diego Pérez de Rada y Vidazun.[3][4]

- Francisco Pérez de Rada y Juániz de Muruzábal (Obanos, 20 de diciembre de 1653[4]-Pamplona, 1703) II marqués de Zabalegui,[4] alcalde de la Real de Corte Mayor de Navarra, Consejero Real de Navarra y caballero de la Orden de Santiago.

Se casó con Antonia María de Castro y Espinosa.  Le sucedió su sobrino, hijo de su hermano José Pérez de Rada y Juániz de Muruzábal y de su esposa Josefa de Zuría Ximénez de la Puente y Atondo.
- Juan Agustín Pérez de Rada y Zuría, III marqués de Zabalegui.[3]

Contrajo matrimonio el 20 de julio de 1711 con María Teresa de Vidaurreta y Rada.  Le sucedió su hijo:
- José Francisco Pérez de Rada y Vidaurreta (Muruzábal, 26 de diciembre de 1712-ibid., 11 de noviembre de 1761), IV marqués de Zabalegui[3]

Se casó el 24 de junio de 1753 con Ana Timotea de Gaztelu y Apezteguía. Le sucedió su hijo:
- Miguel Ramón Pérez de Rada y Gaztelu, V marqués de Zabalegui.[3]

Se casó con Joaquina de Miranda y Bernedo.  Le sucedió su hijo:
- Manuel Joaquín Pérez de Rada y Miranda, VI marqués de Zabalegui.

Se casó en Tafalla el 19 de agosto de 1848 con Vita Cruzat y Miranda.  Sin descendencia.
Rehabilitado en 1884
- Alberto Pérez de Rada y Calatayud (Olite, 7 de diciembre de 1859-Villabona, 18 de mayo de 1910)[3] VII marqués de Zabalegui, por Real despacho del 23 de junio de 1884.[5] Era hijo de Joaquín Pérez de Rada y Arellano (m. 6 de febrero de 1878) —hijo de Bernardo Pérez de Rada y Gaztelu, hermano del V marqués, y de Francisca Rodríguez de Arellano y Arriaga—, y de su esposa Damiana de Calatayud Irigoyen Larumbe y Larrea, con quien había casado el 26 de marzo de 1848,[3] y bisnieto de Francisco Pérez de Rada y Vidaurreta, el IV marqués.

Se casó en Mondragón e 3 de mayo de 1893 con María Gorosábel Mendía Sagasti y Echezarreta.  Le sucedió su hijo:
- Joaquín Pérez de Rada Echálaz y Gorosábel (Muruzábal, 11 de febrero de 1894-Madrid, 22 de diciembre de 1957), VIII marqués de Zabalegui.[6]

Se casó en 1924 con María Manuela Díaz Rubín y Fontela, hija de Santos Díaz Rubín y de María de la Gloria Fontela y Campomanes. Le sucedió su hijo:
- Alberto Pérez de Rada y Díaz Rubin (m. Madrid, 7 de agosto de 2017),[7] IX marqués de Zabalegui.

Contrajo matrimonio con María Cristina González de Castejón y Aritio.  Le sucedió su hijo:
- Joaquín Pérez de Rada González de Castejón, X marqués de Zabalegui.[8]